# Altenheim Sankt Georgii

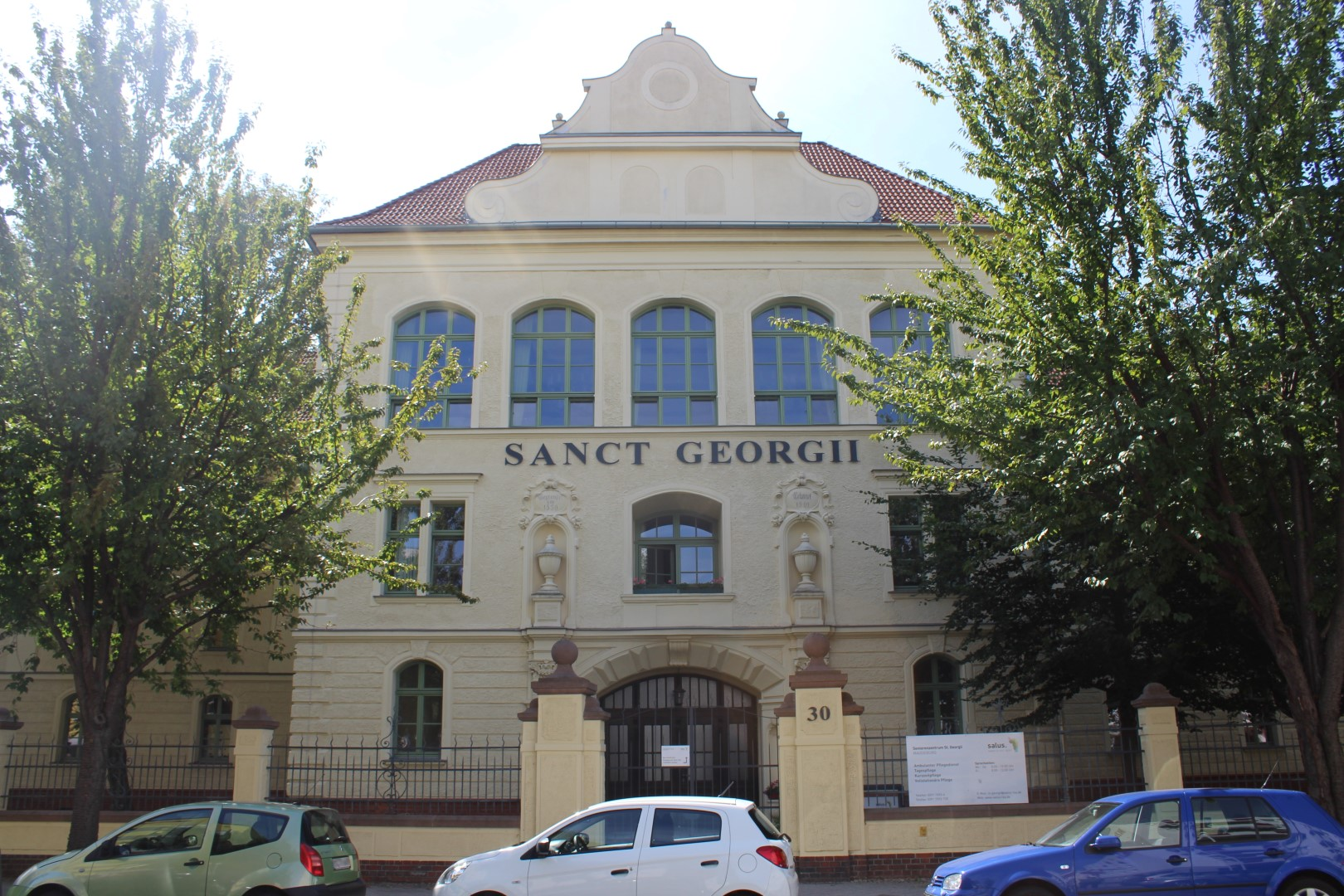
Altenheim Sankt Georgii, 2018

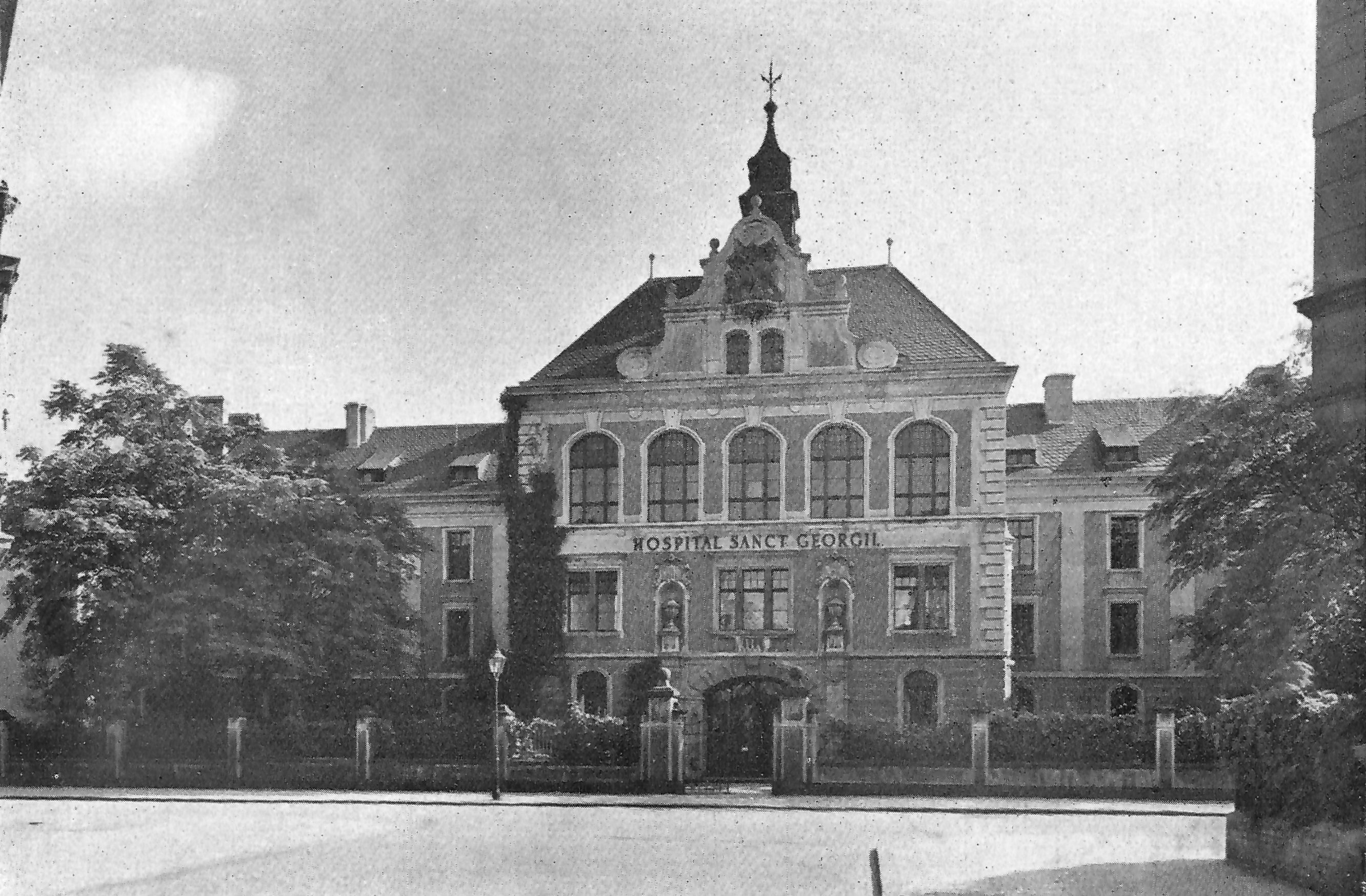
Hospital in den 1920er Jahren

Das Altenheim Sankt Georgii ist ein denkmalgeschütztes Altenheim in Magdeburg in Sachsen-Anhalt.

## Lage
Das heutige Gebäude befindet sich auf der Südseite der Hans-Löscher-Straße im Magdeburger Stadtteil Stadtfeld Ost an der Adresse Hans-Löscher-Straße 30.

## Trägerschaft und Ausstattung
Das Altenheim gehört als Seniorenzentrum Georgii Magdeburg zur Salus gGmbH. Es ist als vollstationäre Pflegeeinrichtung mit 100 Plätzen und einer angeschlossenen Tagespflege mit 15 Plätzen ausgestattet. 

## Geschichte
Die Geschichte der Einrichtung geht bis an den Anfang des 13. Jahrhunderts zurück. Andere Angaben nennen die Zeit um 1350. Zu dieser Zeit gründete die Seidenkramerinnung Magdeburgs ein später als St. Georgs-Hospital bezeichnetes Siechenhaus. Es war zur Pflege unheilbar Kranker, vor allem Aussätziger, vorgesehen. Es wurde wegen der damit befürchteten Ansteckungsgefahren weit außerhalb der Stadt, westlich der damaligen Sudenburg, eingerichtet. Heute befindet sich an dieser Stelle etwa das südliche Ende der zum Hauptbahnhof Magdeburg gehörenden Gleisanlagen.
Vor der Aufnahme von Kranken wurden diese von einer Sachverständigenkommission untersucht. Missbräuchliche Unterbringung von unbequemen Personen sollte so vermieden werden. Im 15. und 16. Jahrhundert ging die Seuche zurück. Der Charakter der Einrichtung veränderte sich dann zu einem Altersversorgungsheim. Im Zuge der Belagerung und Zerstörung Magdeburgs im Jahr 1631 wurde auch das Hospital zerstört. 20 Jahre später wurde es jedoch wieder aufgebaut. Am 16. Juni 1653 wurde im Beisein des Innungsmeisters Christian Schröder und des Bürgermeisters Georg Kühlewein ein neuer Pfarrer als Seelsorger des Hospitals eingeführt. Fehlverhalten von Bewohnern wurde geahndet. Überliefert ist, dass ein Bewohner der, während im Hospital das heiligen Nachtmahl gereicht wurde, sich in der Stadt betrank und nach seiner Rückkehr Streit angefangen hatte, für sechs Wochen die Leistungen des Hospitals entzogen wurden. Eine Bewohnerin wurde 1695 wegen Diebstahls des Hospitals verwiesen. 1654 wurde dem Hospital das Grundstück Altes Fischerufer 48 übereignet. Der Eigentümer des Hauses, Georg Büttner, hätte notorisch von Almosen gelebt und war daher in das Georgenstift aufgenommen worden. Eine weitere Schenkung ist durch die Witwe von Mathias Goldmann belegt, die in der Zeit vor 1660 das Grundstück Neustädter Straße 29 dem Georgenstift vermachte.
1708 ordnete der König dem Hospital den Bürgermeister der Stadt als Kommissarius bei. Die selbständige Verwaltung bestand jedoch wohl trotzdem fort.
Mit der Auflösung der Seidenkramerinnung im Jahr 1808 wurde das Hospital von den Innungsvorstehern unter Aufsicht des Magistrats der Stadt verwaltet. Später unterstand es der Verwaltung der Magdeburger Kaufmannschaft, noch später der Handelskammer. Auf Befehl Napoleons wurde es dann im Jahr 1812, wie auch die anderen Gebäude Sudenburgs, erneut zerstört.

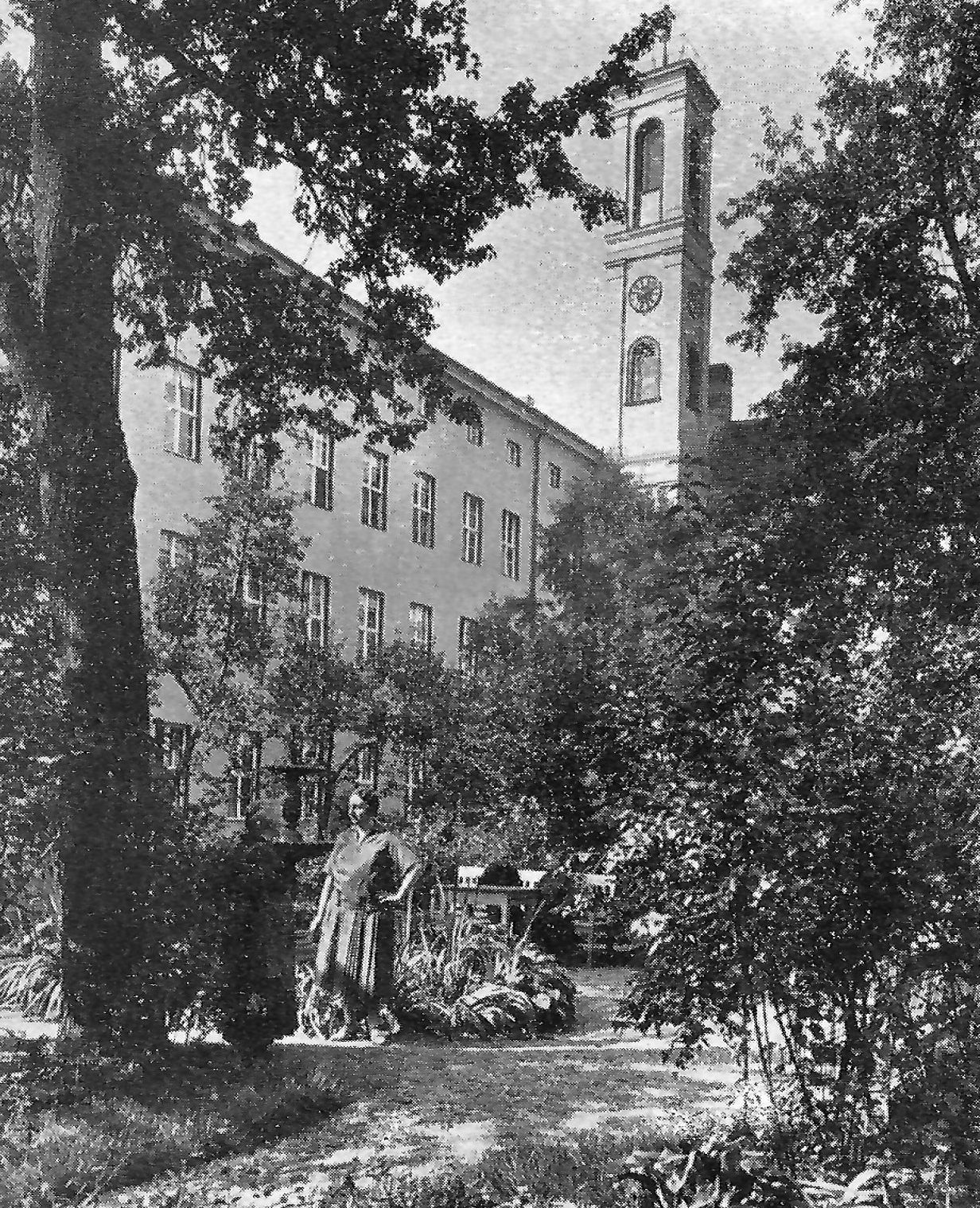
Georgenstift in der Stiftstraße in den 1920er Jahren

1816 konnte ein neues Grundstück, diesmal direkt in Magdeburg erworben werden. Es befand sich zwischen der Großen Schulstraße (heutige Julius-Bremer-Straße) im Norden und der Georgenstraße im Süden, dem Reuterhof im Westen und der Stiftstraße im Osten. Die Namen von Georgenstraße und Stiftstraße, aber auch des Georgenplatzes gingen dabei auf das Hospital St. Georgii zurück.
Zunächst lebten dort wieder 24 Bewohner, später erfolgte eine Erweiterung. In der Mitte des 19. Jahrhunderts erwarb man die Nachbargrundstücke Georgenplatz 1 und Große Schulstraße 17 bis 20, so dass der komplette Block eingenommen wurde. Es entstand dort ein neues Gebäude. Auf dem Dachboden des Stifts fand der Stadtarchivar Ernst Neubauer überraschend die verschollen geglaubten Protokollbücher der Seidenkramer-Innung aus dem 17. Jahrhundert.
In der Zeit von 1900 bis 1902 entstand dann der noch heute bestehende Bau in der heutigen Hans-Löscher-Straße. In Stadtfeld wurden darüber hinaus 1925/1926 und 1933/1934 noch zwei weitere Heime eingerichtet. 1929 entstand darüber hinaus auch noch eine Einrichtung in Wernigerode.
Bis in den Zweiten Weltkrieg hinein lebten insgesamt etwa 400 Menschen in den verschiedenen Häusern des Hospitals St. Georg. Nach den Zerstörungen des Krieges blieb in Magdeburg lediglich ein Flügel der Einrichtung in der späteren Hans-Löscher-Straße erhalten. Nach notwendigen Wiederaufbauarbeiten wurden Anfang 1948 zunächst 20 alte Menschen aufgenommen. Erhalten geblieben war auch das Haus in Wernigerode, in dem zu diesem Zeitpunkt 47 Menschen lebten.
Mitte der 1950er Jahre lebten in der Hans-Löscher-Straße wieder 46 Personen. Außerdem war im Haus die Stiftungsverwaltung der Stadt Magdeburg untergebracht.

## Architektur
Der heute genutzte Bau in der Hans-Löscher-Straße wurde zwischen 1900 und 1902, nach anderen Angaben 1901, errichtet. Es entstand ein dreigeschossiges, großzügig angelegtes verputztes Haus in schon schlossartiger Erscheinung. Der Grundriss ist T-förmig angelegt. Der deutlich erhöhte Mittelpavillon tritt nach Norden zur Hans-Löscher-Straße hervor und bildet den Point de vue für die von Norden direkt darauf zulaufende Matthissonstraße. Der dort befindliche Saal verfügte ursprünglich über große Bogenfenster, einen hohen Schweifgiebel und wurde von einem Dachreiter bekrönt. Nach den Zerstörungen im Zweiten Weltkrieg erfolgte der Wiederaufbau nur in vereinfachter Form. Die Seitenrisalite sind breit gelagert.
Im Gebäudeinneren ist diverses bauzeitliches Inventar wie Vertäfelungen, Türen und Decken erhalten. Darüber hinaus bestehen auch historistische Treppenhäuser.
Im Denkmalverzeichnis des Landes Sachsen-Anhalt ist das Altenheim unter der Erfassungsnummer 094 82349 als Baudenkmal verzeichnet.
Das erhaltene Gebäude gilt als wichtiges Zeugnis der Stadt- und Sozialgeschichte Magdeburgs und ist ein Beispiel für die Architektur von Wohlfahrtseinrichtungen zu Beginn des 20. Jahrhunderts. Bemerkenswert ist die im Verhältnis zu früheren Bauten der Gründerzeit erkennbare Abwendung von kasernenartigen Bauten hin zu einer repräsentativen Architektursprache.